# Qin Xia
Qin Xia (chiń. 秦霞; ur. 6 grudnia 1979) – chińska lekkoatletka, tyczkarka.

## Osiągnięcia
- brązowy medal igrzysk azjatyckich (Pusan 2002)

## Rekordy życiowe
- skok wzwyż - 4,05 (2002)
- skok wzwyż (hala) - 3,90 (2001)